# Суперкубок Гібралтару з футболу 2010
Суперкубок Гібралтару з футболу 2010 — 10-й розіграш турніру. Матч відбувся 3 жовтня 2010 року між чемпіоном і володарем кубка Гібралтару клубом Лінкольн Ред Імпс та віце-чемпіоном Гібралтару клубом Сент-Джозефс.
| Володар Суперкубка Гібралтару 2010 |
| ---------------------------------- |
|                                    |
| Лінкольн Ред Імпс Шостий титул     |

## Матч

### Деталі
| 3 жовтня 2010 |

| Лінкольн Ред Імпс | 1:0 | Сент-Джозефс |
| ----------------- | --- | ------------ |
|                   |     |              |

| Вікторія, Гібралтар |